# Nadir Gasimov
Nadir Gasimov (en azéri : Nadir Sadıq oğlu Qasımov, né le 22 mai 1928 à Bakou et mort le 10 mars 2000 à Bakou) est un Peintre du Peuple de l’Azerbaïdjan.

## Biographie
En 1946, Nadir Gasimov  est diplômé du Collège d’Art A.Azimzade. Il poursuit ses études à Leningrad, à l'Institut de dessin, de sculpture et d'architecture. I. E. Répine. De 1958 à 1969, il est membre du conseil d'administration de l'Union des peintres d'Azerbaïdjan. Dans les années 1970-2000 il enseigne à l'Université d'État de la culture et de l'art d'Azerbaïdjan.

## Œuvre
La période de l'œuvre de l'artiste s'étend sur plus d'un demi-siècle, de fin 1940 à 2000. Le maître du pinceau, qui a travaillé dans divers genres et sur différents thèmes reste dans les mémoires comme un glorificateur d'Absheron et de la Mer Caspienne, un romantique qui a créé un certain nombre de tableaux de bord qui sont inclus dans le fonds d'or. Parmi les œuvres précieuses de Nadir Gasimov, des tableaux Derricks, La baie de Ilyich, L'installation de la baie de Ilitch, Tuyaux rouges méritent une attention particulière.
Au milieu des années 1950, Nadir Gasimov  crée les portraits des personnalités célèbres de l'Azerbaïdjan - des artistes du peuple de l'URSS Bul-Bul et Marziya Davudova. L'artiste visite souvent les régions d'Azerbaïdjan, reçoit une inspiration infinie de la nature, fait les portraits des travailleurs ordinaires et de la beauté féminine. Dans les années 1960, il crée des travaux tels que Sur le champ de cotton, Sur le champ de riz, Au bazar de Lankaran, Copines,Les jeunes filles de Lankaran et autres.
En 1969, il reçoit le titre d'Artiste émérite d'Azerbaïdjan. En 1970 il reçoit l'Ordre d'argent de l'Exposition des réalisations économiques.
Pour la première fois, l'exposition présente le paysage « À la mer Caspienne. 1990", consacré aux événements du 20 janvier 1990.
Environ 100 œuvres du maître du pinceau sont conservées dans diverses collections de musées en Russie, dans les musées des pays de la CEI, ainsi que dans des musées et des collections privées aux États-Unis, en Belgique, en France, en Allemagne, en Turquie, en Espagne, en Bulgarie, en République tchèque, etc.